# アブラハム・ブルーマールト
アブラハム・ブルーマールト（Abraham Bloemaert, 1566年 - 1651年1月27日）は、オランダの画家。油彩画だけでなく版画作品も手掛けた。歴史画や風景画で知られている。

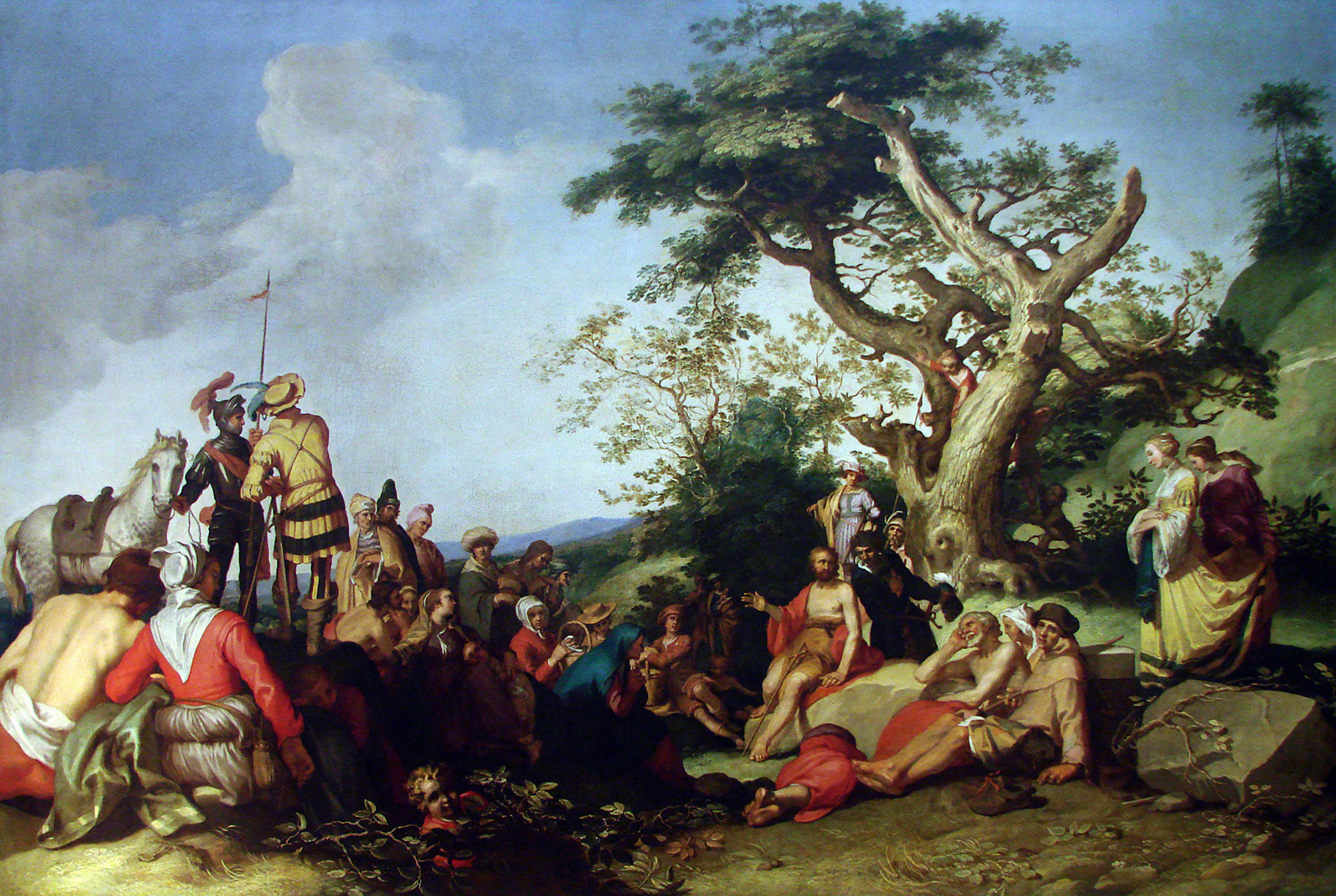
『説教する洗礼者ヨハネ』 （1620年頃、ナンシー美術館。）主題として選ばれた聖書の物語は紀元1世紀ごろの時代設定のはずだが、兵士の軍装（ex.板金鎧など）は16世紀フランドルで用いられたものである。画面に大きく描かれた木の幹、植物の枝葉の表現には、作者の風景画家としての熟達した技量が遺憾なく発揮されている。

## 生涯
アブラハム・ブルーマールトはホルクムで生まれた。父親のコルネリス・ブルーマールト(Cornelis Bloemaert I)は1575年に家族を連れてユトレヒトに移り、その地でアブラハム・ブルーマールトはヘリット・スプリンター(Gerrit Splinter, フランス・フロリスの弟子)の元で絵画を学ぶ。 15歳か16歳より3年の間パリで学び、フォンテーヌブロー派の影響を受ける。 パリでは ヒエロニムス・フランケン等から学んだ。 1583年にユトレヒトに戻るが、そのすぐ後にユグノー戦争が勃発し、フォンテーヌブロー宮殿にあった多くの作品は破壊されてしまった。父親がアムステルダムで仕事を得たためにアブラハムも1591年にアムステルダムに移るが、2年後に父親が亡くなったためにユトレヒトに戻って工房を構えた。 1611年、パウルス・モレールスと共にユトレヒトの画家組合を設立した。信心深いカトリック教徒であったブルーマールトは、カトリック教会から依頼を多く受けて作品を制作した。アブラハム・ブルーマールトはユトレヒトで亡くなったが、4人の息子（ヘンドリック、フレデリック、コルネリス、アドリアーン）も画家となった。

## 様式
ブローマートが修行期を過ごした16世紀後半のフォンテーヌブローでは、マニエリスム様式の絵画が全盛期を迎えていた。そのためブルーマールトは初期には優美で官能的な造形が特徴的なマニエリスムの作風で聖書主題などを描いた（ex.《聖ヨハネの宣教》アムステルダム国立美術館）。だが後年にはより彫塑的な造形に意識を向け、また明暗法の効果を重視したカラヴァッジョの影響も受けた。画題に関しても牧歌的主題（ex.《小さな羊飼い女》カールスルーエ美術館、《農民のいる風景》ベルリン国立美術館）、さらにギリシャ神話の物語を作品のテーマに選ぶようになった（ex.《ネプトゥルヌスの勝利》ストックホルム国立美術館）。

## ブルーマールトの弟子とされる画家
- ヘンドリック・テル・ブルッヘン (1588-1629)
- ウィブランド・デ・ヘースト (1592-1661)
- ヘラルト・ファン・ホントホルスト(1592-1656)
- ウイレム・ファン・ホントホルスト(1594-1666)
- コルネリス・ファン・プーレンブルフ (1594-1667)
- ヤーコプ・カイプ(1594-1651)
- ヤン・ファン・ベイレルト(1597/1598-1671)
- ヘンドリック・ブルーマールト(1601/1602-1672)
- ニコラウス・クニュプファー(c.1609-1655)
- アンドリエス・ボト (1612/1613-1642)
- ヤン・ボト (1610/1618-1652)
- フェルディナント・ボル(1616-1680)
- ヤン・バプティスト・ウェーニクス(1621-1659)

## ギャラリー

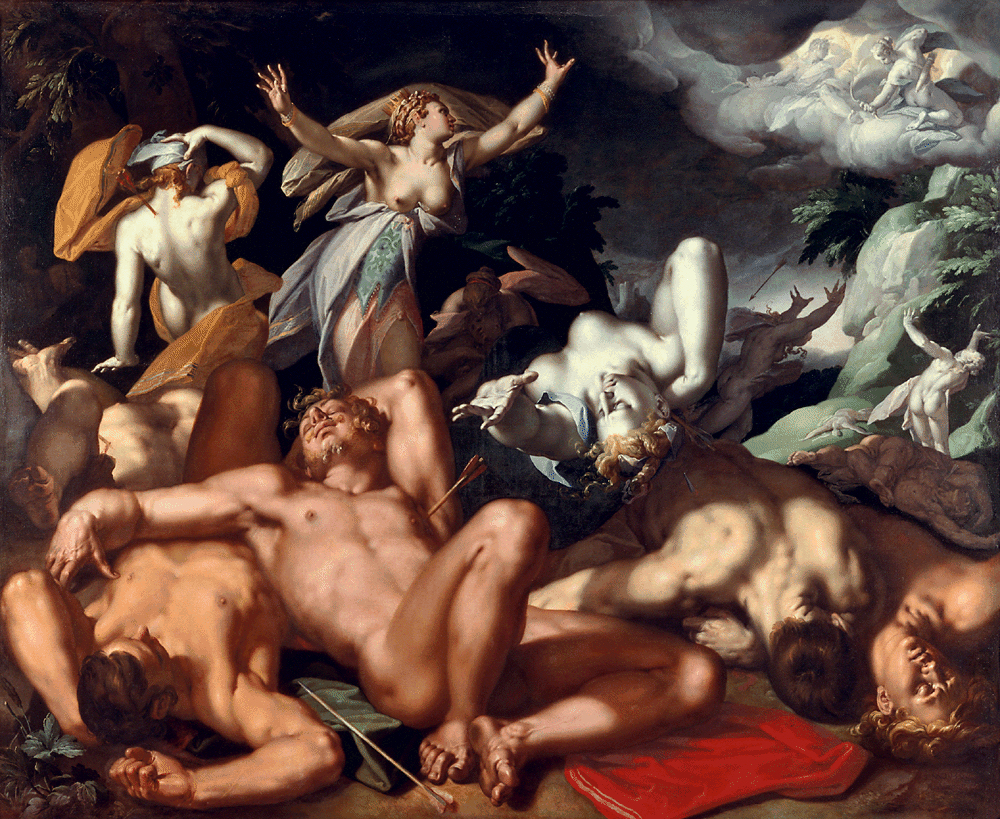
『子供たちのために嘆き悲しむニオベー』 (1591年)
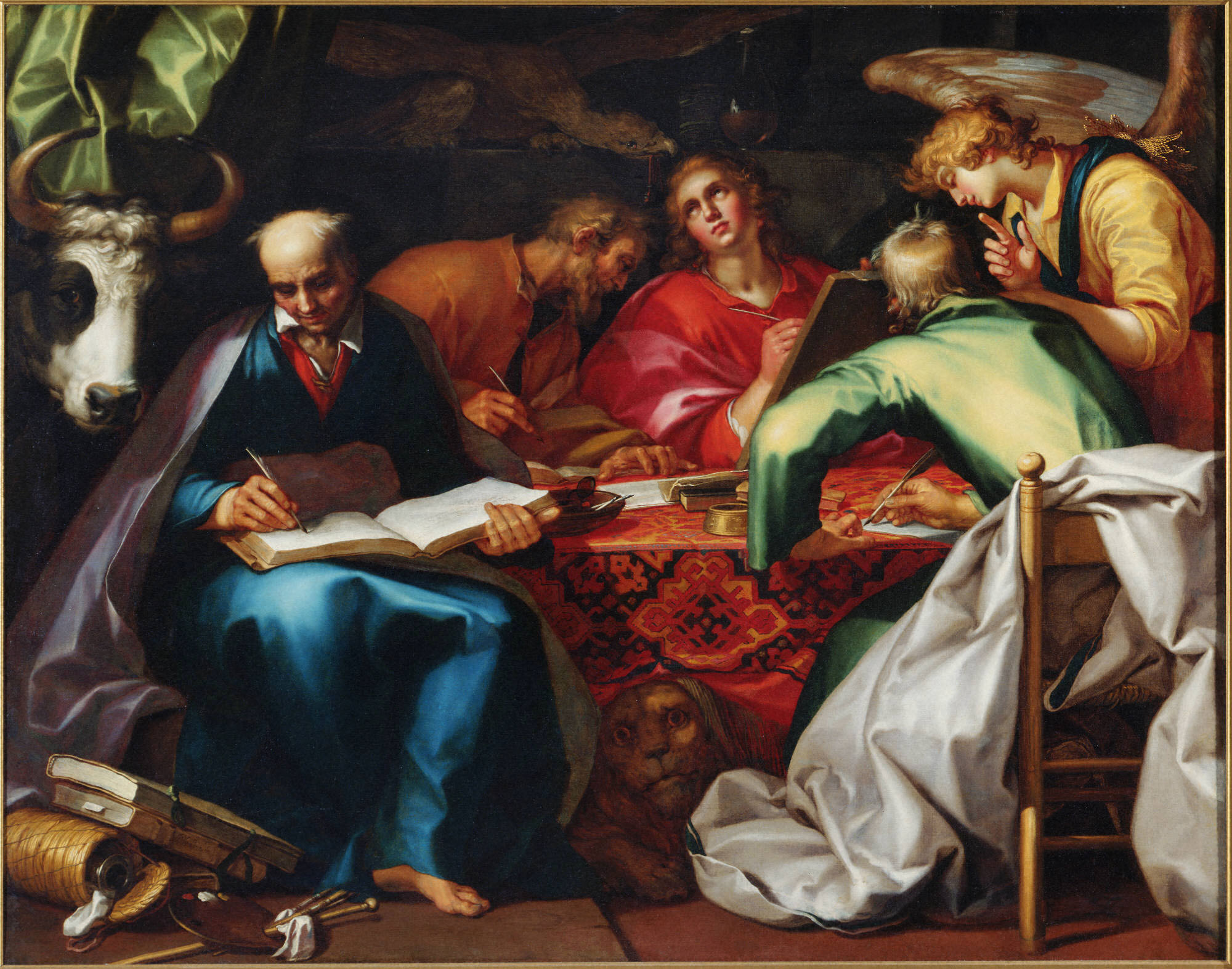
『4人の福音宣明者』 (1615年)
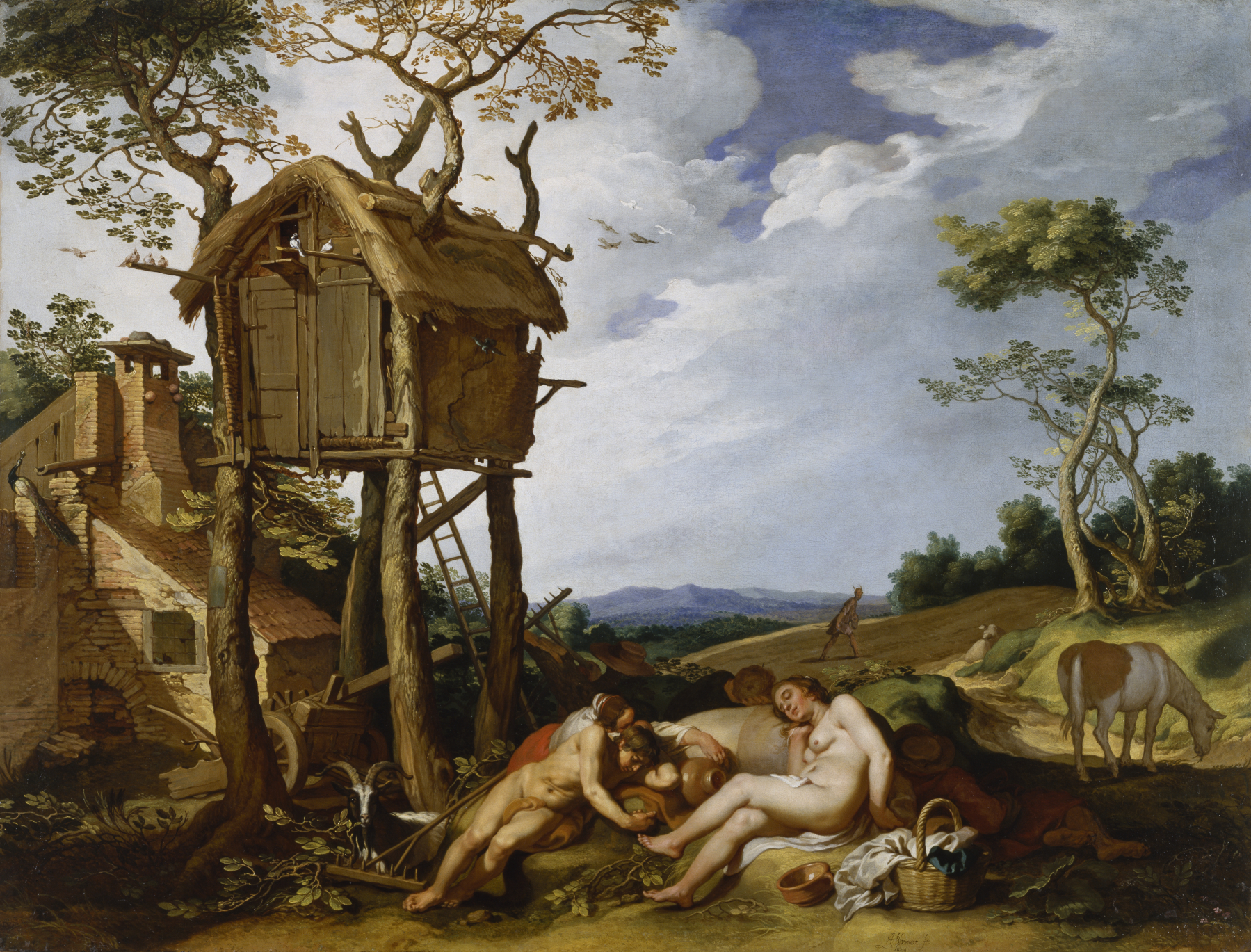
『毒麦のたとえ』 (1624年)
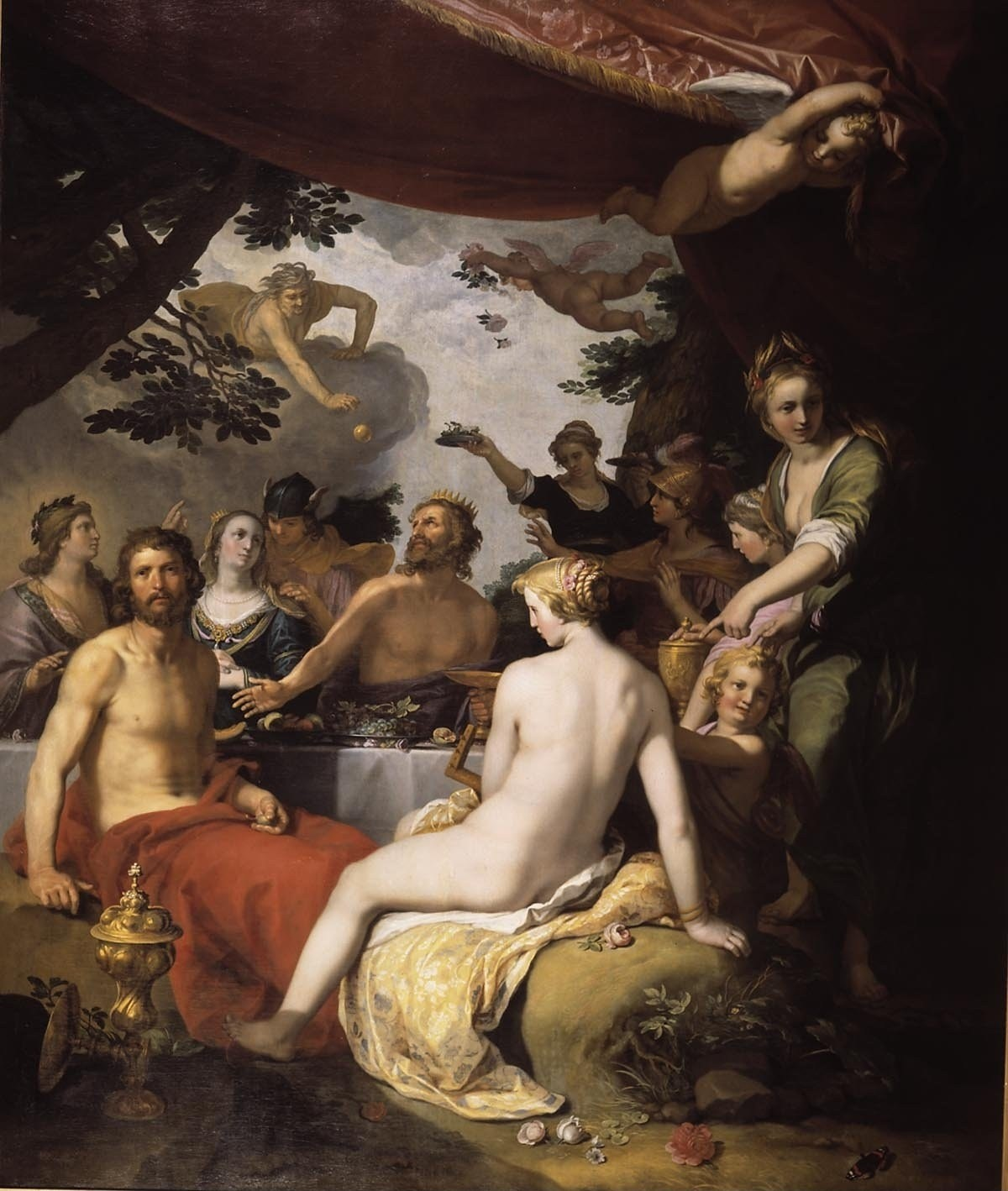
『神々の饗宴、ペレウスとテティスの結婚』 (1638年)

## 参照
1. 1 2 3  Abraham Bloemaert in カレル・ヴァン・マンデル's Schilderboeck, 1604, courtesy of the w:Digital library for Dutch literature
2. 1 2  Abraham van Bloemaert in the w:RKD
3. ↑  trad. de l'italien par Béatrice Arnal, Elisabeth Barel, Florence Cadot...[et al.] Encyclopédie de l'art, Paris, 2000, p. 110.